# Christian Moris Müller

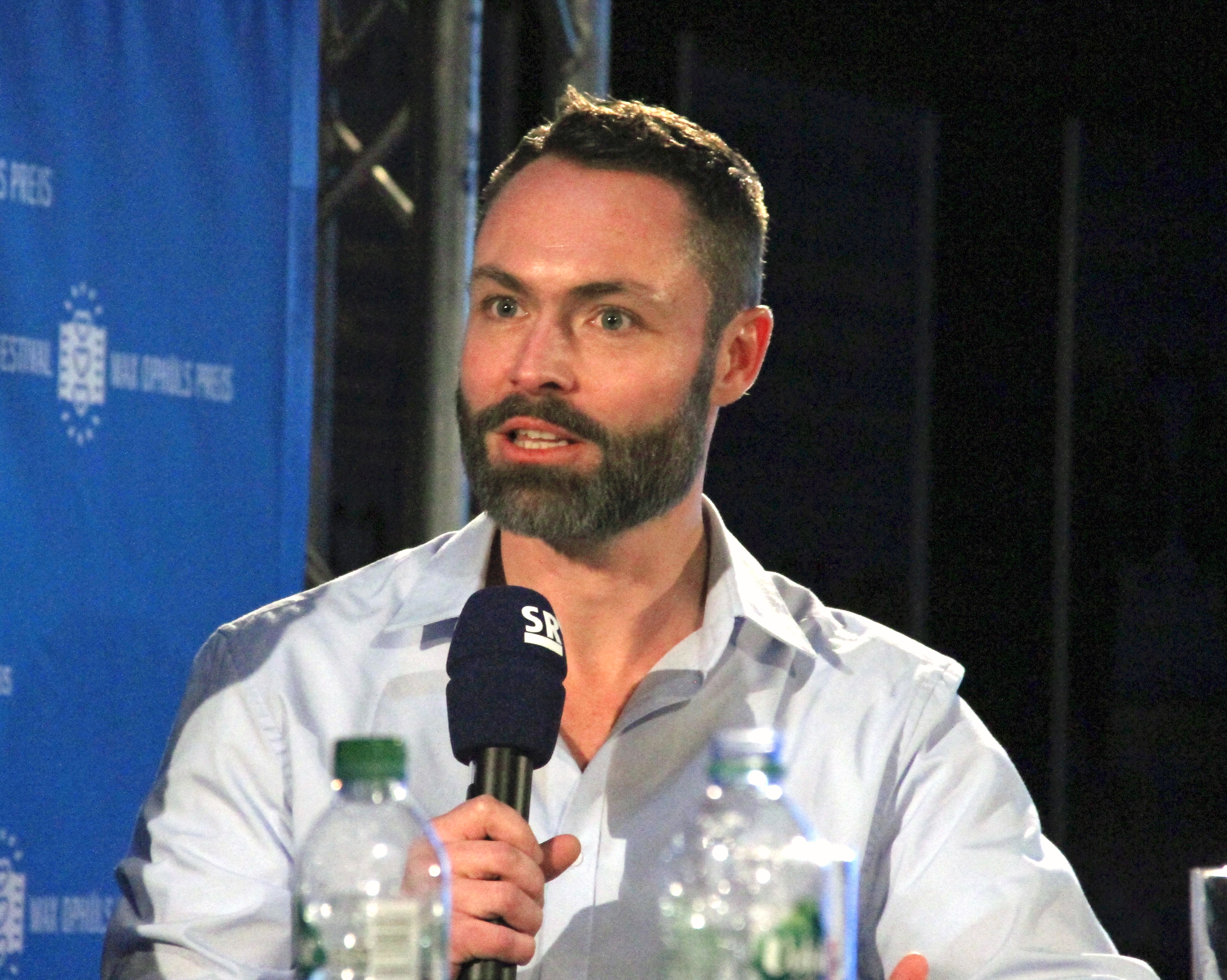
Christian Moris Müller auf dem Max-Ophüls-Filmfestival 2015

Christian Moris Müller (* 1975 in Korbach) ist ein deutscher Filmemacher.

## Leben
Müller studierte zunächst an der Ballettakademie Heinz-Bosl-Stiftung. Bereits während seines Studiums wurden Fotografien von ihm in der Neuen Pinakothek München ausgestellt. Er studierte anschließend Kommunikations- und Modedesign an der Deutschen Meisterschule für Mode in München sowie Schauspiel und Theaterregie am Herbert Berghoff Studio in New York. 2006 erhielt Müller seinen Abschluss als Filmregisseur an der Hochschule für Fernsehen und Film München. Sein Abschlussfilm Vier Fenster lief im Programm der Internationalen Filmfestspiele Berlin und erhielt den Franz-Hofer-Preis in Saarbrücken. Für den Film Am Horizont wurde Müller zusammen mit Alexander Kunja für den Deutschen Drehbuchpreis nominiert.

## Filmografie
- 1999: 24 (Kurzfilm)
- 2000: Lost (Kurzfilm)
- 2001: Ex & hopp (Kurzfilm)
- 2002: Unter der Erde (Kurzfilm)
- 2003: Marianne (Kurzfilm)
- 2004: Realer als die Wirklichkeit (Dokumentarfilm)
- 2006: Vier Fenster
- 2009: Am Horizont
- 2015:	Lichtgestalten